# Heinrich von Zügel

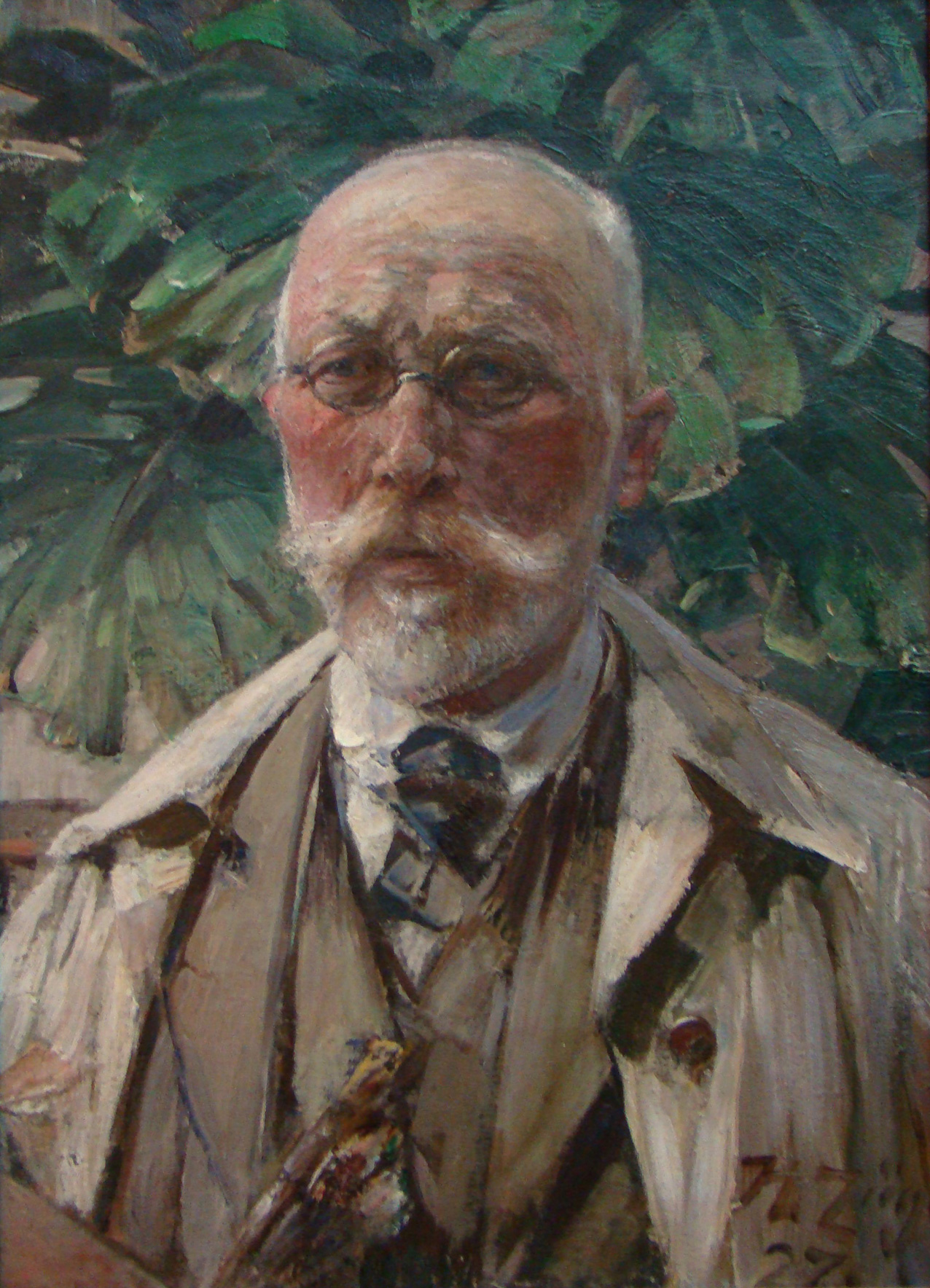
Heinrich von Zügel: Autorretrato (1927)

Heinrich Johann von Zügel (hasta 1907: Heinrich Zügel; Murrhardt, 22 de octubre de 1850-Múnich, 30 de enero de 1941) fue un pintor impresionista alemán. Son bien conocidas sus representaciones de animales autóctonos, que también se presentaron en la Gran Exposición de Arte Alemán.

## Vida

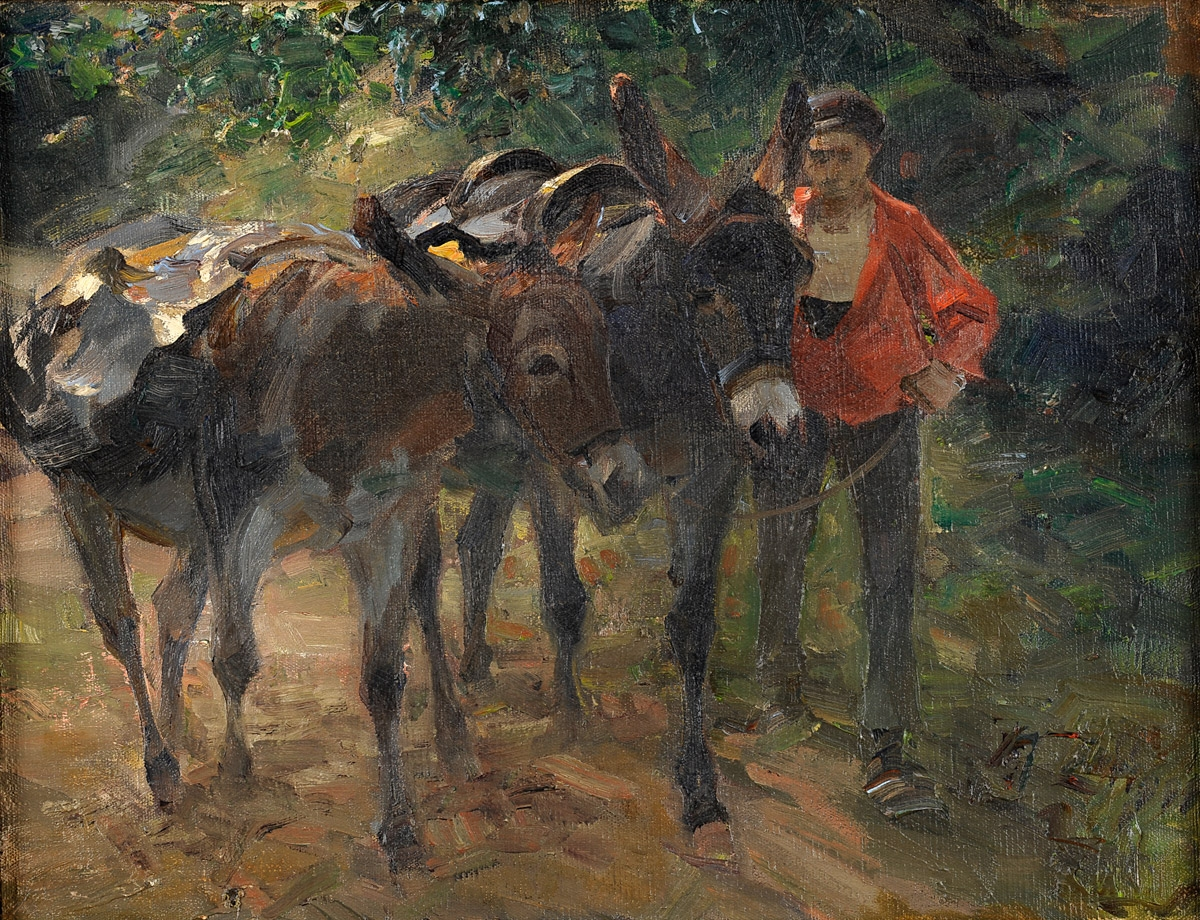
Heinrich von Reins: De camino a la corte de las nubes

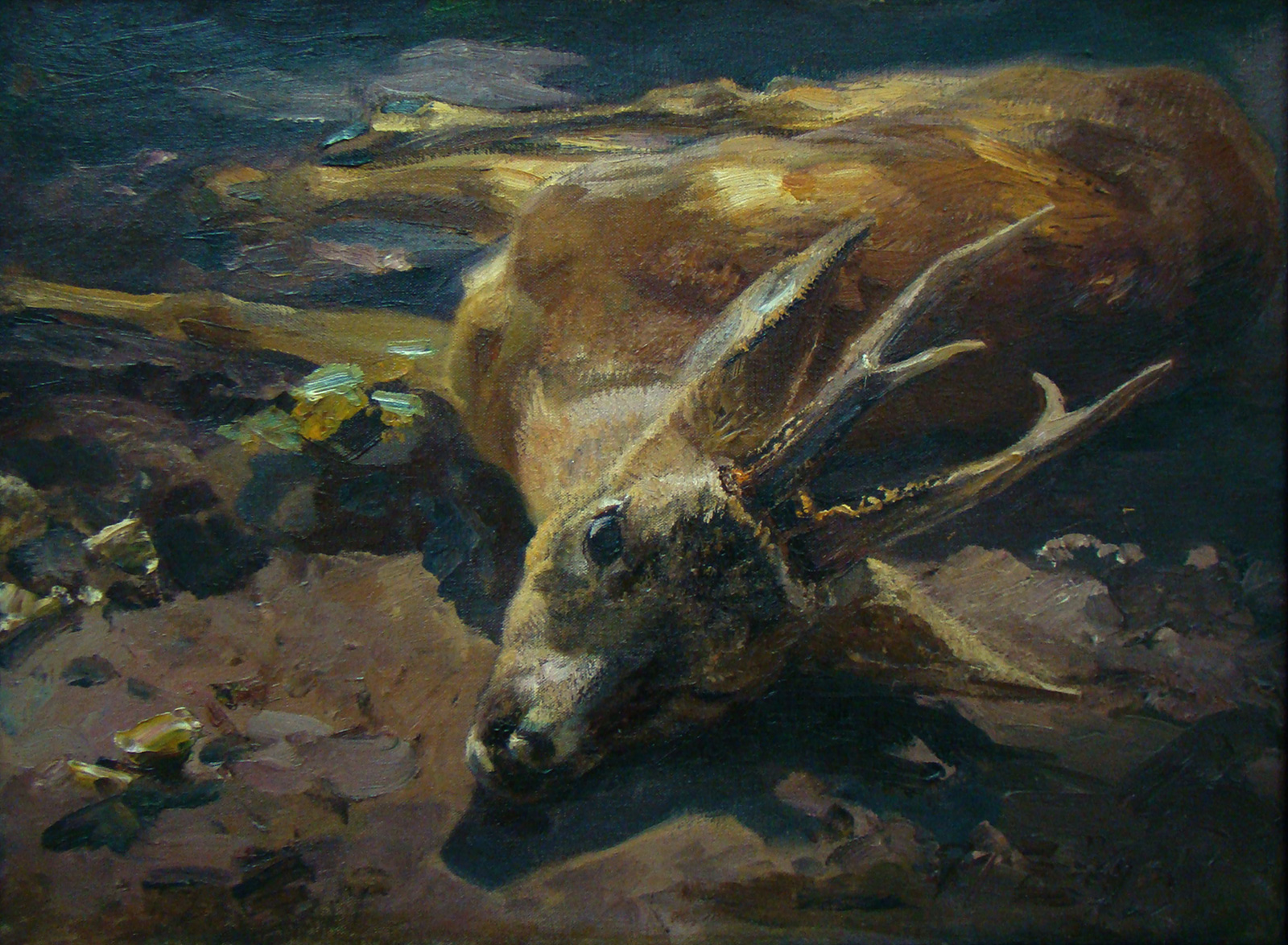
Pieza de caza con tiro, corzo, hacia 1911

Heinrich Zügel se formó como pintor de género y animales en la Escuela de Arte de Stuttgart como alumno de Bernhard von Neher y Heinrich von Rustige desde 1869, permaneció en Viena durante algún tiempo en 1873 y luego se instaló en Múnich. Prefería pintar representaciones de ganado y de animales domésticos en relación con personas, a veces en una situación estudiada o de forma humorística.
El pintor de animales Anton Braith de Biberach se convirtió en un mentor importante para sus alumnos.
A principios de la década de 1880, Zügel descubrió el paisaje de páramos altos cerca de Dachau como una nueva área de trabajo. Empezó a pintar al aire libre. Al hacerlo, se distanció de la vista cercana y representó a los animales como parte de un paisaje extenso.
Los viajes de estudio a las costas holandesas y belgas supusieron para el artista su salto al impresionismo a principios de la década de 1890, cuyos célebres representantes había conocido durante anteriores estancias en París y a través de exposiciones en Múnich. La representación atmosférica de los animales en el aire y la luz, capturando los reflejos del sol y el agua, el juego de luces y sombras se convirtieron entonces en preocupación artística. Los detalles estaban cada vez más subordinados a la impresión general.
En 1893 recibió una pequeña medalla de oro en la Gran Exposición de Arte de Berlín. En 1895 Heinrich Zügel fue nombrado profesor en la Academia de Arte de Múnich. En 1907 el rey de Baviera le otorgó la Cruz de Caballero de la Orden del Mérito de la Corona de Baviera. Con esta condecoración se vinculaba la elevación a la nobleza personal.
Heinrich von Zügel enseñó en la Academia de Arte de Múnich hasta su jubilación en 1922. Sus alumnos incluyeron a Max Bergmann, Paul Ehrenberg, Emanuel Hegenbarth, Julius Paul Junghanns, Christian Schad, Julius Seyler, Gustav Adolf Thomann, Wilhelm Stumpf, Philipp Erlanger y Fernando Fader (Burdeos 1882 - Ischilín 1935). Zügel fue miembro fundador de la Secesión de Múnich y uno de los primeros miembros de la Deutscher Künstlerbund. Durante más de cuarenta años, Zügel trabajó en el tema del "trabajo pesado", representando una yunta de bueyes arando. El desarrollo del pintor se puede apreciar a partir de las aproximadamente 24 versiones del tema, que condujeron desde la descripción detallada hasta la reducción y monumentalización cubista. Al final eligió grandes formatos para expresar su sentimiento por la conexión entre el hombre y la naturaleza, por el ciclo eterno de toda vida, a través de este motivo. En este empeño, Zügel no rehuyó las composiciones extremas (como en el óleo Obstinado, en el que la cabeza del buey aparece como separada del cuerpo y la pata trasera derecha como dibujada con una regla) – ya que estaba menos interesado en una representación naturalista-romántica de los animales que la representación expresiva de las dificultades de este trabajo en el campo.
Incluso en la vejez, Zügel creó obras impresionistas llenas de ligereza y frescura, p. e. el "Blick auf Murrhardt", con 77 años, creó un autorretrato impresionante. Con motivo de su 90 cumpleaños, la revista de arte nazi Die Kunst im Deutschen Reich le dedicó un detallado artículo.

## Significado y memoria
Junto con Lovis Corinth, Max Liebermann y Max Slevogt, Heinrich von Zügel es uno de los impresionistas alemanes más importantes. Como miembro fundador de la Secesión de Múnich, hizo campaña a favor de la renovación del planteamiento de las exposiciones. Durante más de 25 años se actuó como profesor y rector temporal de la Academia de Múnich.
En Wörth am Rhein hay una galería conmemorativa como exposición permanente en el antiguo ayuntamiento de la ciudad. Zügel tiene un significado especial para Wörth am Rhein, porque pasó allí sus vacaciones con sus alumnos durante mucho tiempo y allí crearon numerosas obras. Los pequeños ingresos por hacer de modelos, por el alquiler de animales y los ingresos de la hospedaje fueron importantes para los residentes pobres, los pequeños agricultores y los pescadores de la ciudad. 
Otras de sus obras cuelgan en la Galería Nacional de Berlín y en su lugar de nacimiento, Murrhardt.
Su hijo primogénito, Willy Zügel, se convirtió en un destacado escultor de animales.

## Obras importantes
- La yunta de bueyes, autorretrato y vista de Murrhardt (Colección Municipal de Arte de Murrhardt)
- La manada huyendo de la tormenta
- Toro desbocado
- Ovejas en el prado (Galería Nacional de Berlín)
- Ochsen am Pflug (Ayuntamiento antiguo de Wörth am Rhein)
- ¡Nadie en casa!
- Sol de primavera y Sol de otoño

Los animales domésticos y los animales de granja en su entorno rural eran sus temas preferidos, junto con paisajes puros ocasionales, paisajes urbanos o retratos.

## Premios y honores
En 1893 recibió una pequeña medalla de oro en la Gran Exposición de Arte de Berlín. En 1910 fue nombrado ciudadano de honor de la ciudad de Wörth am Rhein y en 1920 fue nombrado ciudadano de honor de la ciudad de Murrhardt.
En 1940 recibió la Medalla Goethe de las Artes y las Ciencias.